# Kwintsheul
Kwintsheul (52° 01′ N, 4° 15′ L) é uma cidade dos Países Baixos, na província de Holanda do Sul. Kwintsheul pertence ao município de Westland, e está situada 7 km a sudoeste de Haia.
A área de Kwintsheul, que também inclui as partes periféricas da cidade, bem como a zona rural circundante, tem uma população estimada em 3160 habitantes.